# Dianthus noeanus
Dianthus noeanus är en nejlikväxtart som beskrevs av Pierre Edmond Boissier. Dianthus noeanus ingår i släktet nejlikor, och familjen nejlikväxter. Inga underarter finns listade i Catalogue of Life.